# Kalanchoe migiurtinorum
Kalanchoe migiurtinorum ist eine Pflanzenart der Gattung Kalanchoe in der Familie der Dickblattgewächse (Crassulaceae).

## Beschreibung

### Vegetative Merkmale
Kalanchoe migiurtinorum ist eine ausdauernde, kahle oder drüsig-papillöse, glauke Pflanze, die Wuchshöhen von bis zu 60 Zentimeter erreicht. Die aufrechten Triebe sind stielrund. Die sehr fleischigen, zähen, flachen oder etwas wurstförmigen Laubblätter sind sitzend. Die länglich lanzettliche, verkehrt eiförmige bis breit spatelige Blattspreite ist 3 bis 10 Zentimeter lang und 1 bis 4,2 Zentimeter breit. Ihre Spitze ist leicht zugespitzt, die Basis verschmälert. Der Blattrand ist ganzrandig.

### Generative Merkmale
Der Blütenstand ist eine dichte Zyme und erreicht eine Länge von 10 bis 15 Zentimeter. Die aufrechten Blüten stehen an 5 bis 10 Millimeter langen Blütenstielen. Ihr früh abfallender Kelch ist kahl oder drüsig-papillös. Die Kelchröhre ist etwa 0,2 Millimeter lang. Die lanzettlichen, zugespitzten Kelchzipfel sind 1,6 bis 6 Millimeter lang und etwa 1 Millimeter breit. Die weiße bis gelbliche, gelegentlich rosafarben überlaufene, zylindrische Kronröhre ist an der Basis verbreitert und 25 bis 32 Millimeter lang. Ihre lanzettlichen, zugespitzten, kahlen oder drüsig-papillösen Kronzipfel sind manchmal mit purpurfarbenen Punkten oder Linien gezeichnet. Sie weisen eine Länge von 6 bis 8 Millimeter auf und sind 2,5 bis 3 Millimeter breit. Die Staubblätter sind oberhalb der Mitte der Kronröhre angeheftet und ragen nicht, oder nur die oberen von ihnen, aus der Blüte heraus. Die linealischen Nektarschüppchen weisen eine Länge von 4,5 bis 5,5 Millimeter auf. Das Fruchtblatt ist 16 bis 18 Millimeter und der Griffel 5 bis 7 Millimeter lang.
Die Samen erreichen eine Länge von etwa 0,5 Millimeter.

## Systematik und Verbreitung
Kalanchoe migiurtinorum ist im Norden von Somalia auf Gips- oder Kalkhügeln in Höhen von 200 bis 1850 Metern verbreitet.
Die Erstbeschreibung durch Georg Cufodontis wurde 1965 veröffentlicht.

## Nachweise